# Bogdán Mákuts
Bogdán Mákuts (Leópolis, Ucrania, 4 de abril de 1960) es un gimnasta artístico ucraniano retirado, que compitió representado a la Unión Soviética consiguiendo ser campeón olímpico en 1980 y subcampeón mundial en 1983 en el concurso por equipos.

## 1980
En los JJ. OO. de Moscú ganó el oro en la competición por equipos —la Unión Soviética quedó por delante de Alemania del Este y Hungría; sus compañeros en el equipo soviético fueron: Nikolai Andrianov, Eduard Azaryan, Alexander Dityatin, Vladimir Markelov y Aleksandr Tkachyov.

## 1983
En el Mundial de Budapest 1983 gana la medalla de plata plata en concurso por equipos —por detrás de China (oro) y por delante de Japón (bronce)—; sus compañeros fueron: Vladimir Artemov, Artur Akopyan, Alexander Pogorelov, Yury Korolev y Dmitry Bilozerchev.